# Schweinsburg (Rodewisch)
Die Schweinsburg ist eine Ortslage Rodewischs in Sachsen.

## Lage
Schweinsburg bezeichnet das Gebiet zwischen Göltzsch und Alter Lengenfelder Straße vom Walzweg bis hin zur Elisabethhütte entlang der Göltzsch. Das Gebiet reichte bis hin zur Kleinsiedlung. Somit liegt das Gebiet auf dem Höhenrücken zwischen Göltzsch und Treba.
Volkstümlich wurde der Hang zur Göltzsch als Maarank bezeichnet (Ableitung von Maa (=Mai) und Rank (=Rand)). Es handelt sich um eine sonnenbeschienen Fläche, auf der der Frühling gewöhnlich eher begann.

## Geschichte
Häuser an der Alten Lengenfelder Straße wurden als Schweinsburghaiser bezeichnet. In einem dieser Häuser befand sich das Gasthaus Goldene Höhe. Unterhalb des Gasthauses gab es eine kleine Quelle, wodurch das Gebiet den Namen "Rinnleberg" bekam.
Später wurde die Kinderreichensiedlung errichtet. Dabei handelt es sich um sechs Doppelhäuser, die noch heute bewohnt werden.
Heute befindet sich in der Schweinsburg die Rodewischer Kläranlage. Auf der anderen Seite der Alten Lengenfelder Straße befindet sich das heutige Gewerbegebiet Nord-West der Stadt Rodewisch.